# Robo Geisha
Robo Geisha (jap. ロボゲイシャ) ist ein japanischer Science-Fiction-Film von Noboru Iguchi aus dem Jahr 2009.

## Handlung
Nachdem Robo Geisha den Spitzenkandidaten für den Posten des Premierministers von Japan vor als Tengu verkleideten, teuflischen Roboterdämonen gerettet hat, erzählt sie dem Premierminister ihre Geschichte:
Yoshie Kasuga wurde wie ihre Schwester Kikue als Geisha ausgebildet. Doch sie stand immer im Schatten ihrer älteren Schwester und musste niedere Arbeiten verrichten. Als der Unternehmer Hikaru in ihrer beider Leben tritt, sieht sie ihre Chance gekommen, ihre Schwester zu übertrumpfen. Doch der vermeintliche Märchenprinz sieht in den beiden nur das Potenzial als Killerinnen. Zusammen mit seinem Vater führt er das Stahl- und Rüstungsunternehmen Kageno Steel und entführte zahlreiche Mädchen, um sie zu Killercyborgs mit dem Aussehen von Geishas umzuwandeln. Er lässt die beiden Schwestern gegeneinander antreten. Der Zorn auf ihre Schwester lässt in Yoshie ungeahnte Kräfte entstehen. So wandelt sich die Rolle beider Schwestern. Zwar wird Kikue auch als Killerroboter ausgebildet, doch von nun an steht sie im Schatten ihrer Schwester. Lediglich durch ihre Kaltblütigkeit kann sie mithalten.
Als Yoshie eine Gruppe von Personen, die sich gegen die Stahlmanufaktur engagieren, auslöschen soll, wendet sich das Blatt wieder. Yoshie bringt es nicht übers Herz, die Widerstandsgruppe, bestehend aus Familienangehörigen der Geishas, auszulöschen, und verschont diese. Hikaru ist erzürnt und überwacht Yoshie nun genauer. Bei einem weiteren Auftrag stellt Yoshie sich wieder gegen ihren Auftraggeber und wird von den Tengus, dämonenartigen Robotermädchen mit skurrilen Masken, fast getötet. Die schwer verletzte Yoshie wird von der Untergrundbewegung repariert und soll sich ihnen anschließen, um ihre Kinder zu befreien. Sie hält dieses Vorhaben für aussichtslos, aber die Bewegung zieht alleine los. 
Dort angekommen offenbart sich der wahre Plan Hikarus. Nachdem die Bewegung fast vollständig getötet wurde, verwandelt sich sein Palast in einen Roboter, der eine Bombe, 17 Mal stärker als eine Atombombe, in den Mount Fuji werfen soll. Yoshie macht sich auf den Weg, dieses Vorhaben zu vereiteln. Zwischenzeitlich wurde jedoch das Gedächtnis ihrer Schwester gelöscht und diese stellt sich ihr entgegen. Es gelingt Yoshie, Kikue die Erinnerungen wieder ins Gedächtnis zu rufen, und die beiden Robotergeishas vereinigen sich. Sie können Hikaru, der den Roboter per Cybernautik steuert, aufhalten und lassen den Roboter über Japan explodieren. Die beiden finden danach ihren Frieden.

## Hintergrund
Nach dem Erfolg von The Machine Girl und Tokyo Gore Police (von Yoshihiro Nishimura) schrieb Noboru Iguchi das Drehbuch für den Film Robo Geisha. Für die Effekte wurde Yoshihiro Nishimura verpflichtet, mit dem Iguchi bereits bei The Machine Girl zusammenarbeitete. Für die Hauptrolle konnte er das japanische Fotoidol Aya Kiguchi gewinnen. An der Produktion beteiligten sich mit T.O Entertainment, Pony Canyon, Movie Gate und Kadokawa Pictures mehrere japanische Produktionsgesellschaften.

## Veröffentlichung
Am 3. Oktober 2009 erschien Robo Geisha in Japan als Kinofilm. Die US-amerikanischen Rechte sicherte sich Funimation Anfang 2010. Die Premiere im US-amerikanischen Raum war am 16. August 2010 auf dem Toronto After Dark Film Festival. Die deutsche Veröffentlichung erfolgte bereits am 30. Juli 2010 als DVD-Premiere über I-On New Media. Die ungekürzte DVD erhielt keine Jugendfreigabe, was aber an den auf der DVD enthaltenen Trailern liegt. Der Film selbst erhielt eine FSK 16 Freigabe.

## Kritik
Der Film wurde vor allem wegen seines abgedrehten Humors voller skurriler Einfälle gelobt. So kämpfen die RoboGeishas unter anderem mit einem Steißbein-Katana gegeneinander oder schießen Ninjasterne aus ihrem Hintern. Die Animation des Riesenroboters erinnert dagegen an alte Godzilla-Filme und teilweise enthält der Film Referenzen an die Transformers-Serie. Neben diesen Spezialeffekten enthält der Film auch zahlreiche Splattereinlagen, die weniger realistisch dargestellt werden und eher an Cartoons erinnern. Einige CGI-Blutspritzer wirken allerdings eher billig.